# 藤岡町甲
藤岡町甲（ふじおかまちこう）は、栃木県栃木市の大字。郵便番号は323-1105。
　

## 地理
栃木市の南部、藤岡地域の西部に位置している。東は岩舟町静・藤岡町大前、藤岡町藤岡・群馬県邑楽郡板倉町大字除川、西は藤岡町都賀、北は藤岡町大田和・藤岡町太田とそれぞれ接している。ほぼ南端に渡良瀬川、東部に蓮花川がそれぞれ流れている。

## 歴史
- 1876年（明治9年） - 高取新田村が只木村に編入される。
- 1877年（明治10年）- 只木村・新井村が合併して甲村が成立する。
- 1889年（明治22年）4月1日 - 町村制施行により、下都賀郡の大田和村、甲村、都賀村、太田村が合併し下都賀郡三鴨村が成立、三鴨村大字甲となる。
- 1955年（昭和30年）3月31日 - 三鴨村が、藤岡町（旧）、赤麻村、部屋村と合併し下都賀郡藤岡町（新）が成立、藤岡町大字甲となる。
- 2010年（平成22年）3月29日 - 藤岡町が栃木市（旧）、大平町、都賀町と合併し栃木市（新）が成立。同時に地域自治区「藤岡町」が設置され、栃木市藤岡町甲となる。

## 世帯数と人口
2017年（平成29年）8月31日現在の世帯数と人口は以下の通りである。
| 大字     | 世帯数  | 人口    |
| -------- | ------- | ------- |
| 藤岡町甲 | 494世帯 | 1,455人 |

## 施設
- 栃木市立三鴨小学校
- 栃木市三鴨保育園
- 栃木市三鴨地区公民館
- 藤岡三鴨郵便局

## 道路
- 栃木県道9号佐野古河線
- 栃木県道168号静藤岡線
- 下都賀西部広域農道

## 小・中学校の学区
市立小・中学校に通う場合、学区は以下の通りとなる。
|      | 小学校             | 中学校                 |
| ---- | ------------------ | ---------------------- |
| 全域 | 栃木市立三鴨小学校 | 栃木市立藤岡第一中学校 |